# 新編年史 (福緬科)
新編年史，或新年表理论，是苏联学者阿纳托利·季莫费耶维奇·福缅科提出的伪史阴谋论，该阴谋论主张古罗马、古希腊和古埃及文明的相关历史事件实际上发生在上千年之后的中世纪。该阴谋论还主张公元1600年之前的历史是出于迎合诸如梵蒂冈、神圣罗马帝国和罗曼诺夫王朝的利益而伪造的，这些势力都致力于掩盖以“罗斯斡耳朵”这一全球帝国为中心的“真实”历史。该阴谋论的相关概念源自苏联学者尼古拉·亞歷山德羅維奇·莫羅佐夫。
新編年史认为诸如中国和日本的古代史文献是把欧洲历史翻译成当地语言后形成的，这些国家的历史最长不超过一千年。